# Labouquerie
Labouquerie is een plaats en voormalige gemeente in het Franse departement Dordogne in de regio Nouvelle-Aquitaine en telt 203 inwoners (1999). De plaats maakt deel uit van het arrondissement Bergerac.

## Geschiedenis
Labouquerie maakte deel uit van het kanton Beaumont-du-Périgord totdat dit op 22 maart werd opgeheven en de gemeenten werden opgenomen in het kanton Lalinde. Op 1 januari 2016 fuseerde de gemeente met Beaumont-du-Périgord, Nojals-et-Clotte en Sainte-Sabine-Born, tot de commune nouvelle Beaumontois en Périgord.

## Geografie
De oppervlakte van Labouquerie bedraagt 10,6 km², de bevolkingsdichtheid is 19,2 inwoners per km².
De onderstaande kaart toont de ligging van Labouquerie met de belangrijkste infrastructuur en aangrenzende gemeenten.

## Demografie
Onderstaande figuur toont het verloop van het inwonertal.
Beaumont-du-Périgord · Labouquerie · Nojals-et-Clotte · Sainte-Sabine-Born